# Viktor Manakov
Viktor Viktorovich Manakov (em russo:  Виктор Викторович Манаков; 28 de julho de 1960 - 12 de maio de 2019) foi um ex-ciclista soviético.
Nos Jogos Olímpicos de Moscou 1980, Manakov conquistou a medalha de ouro na prova de perseguição por equipes (4 000 m) para a União Soviética.